# Nagelprobe

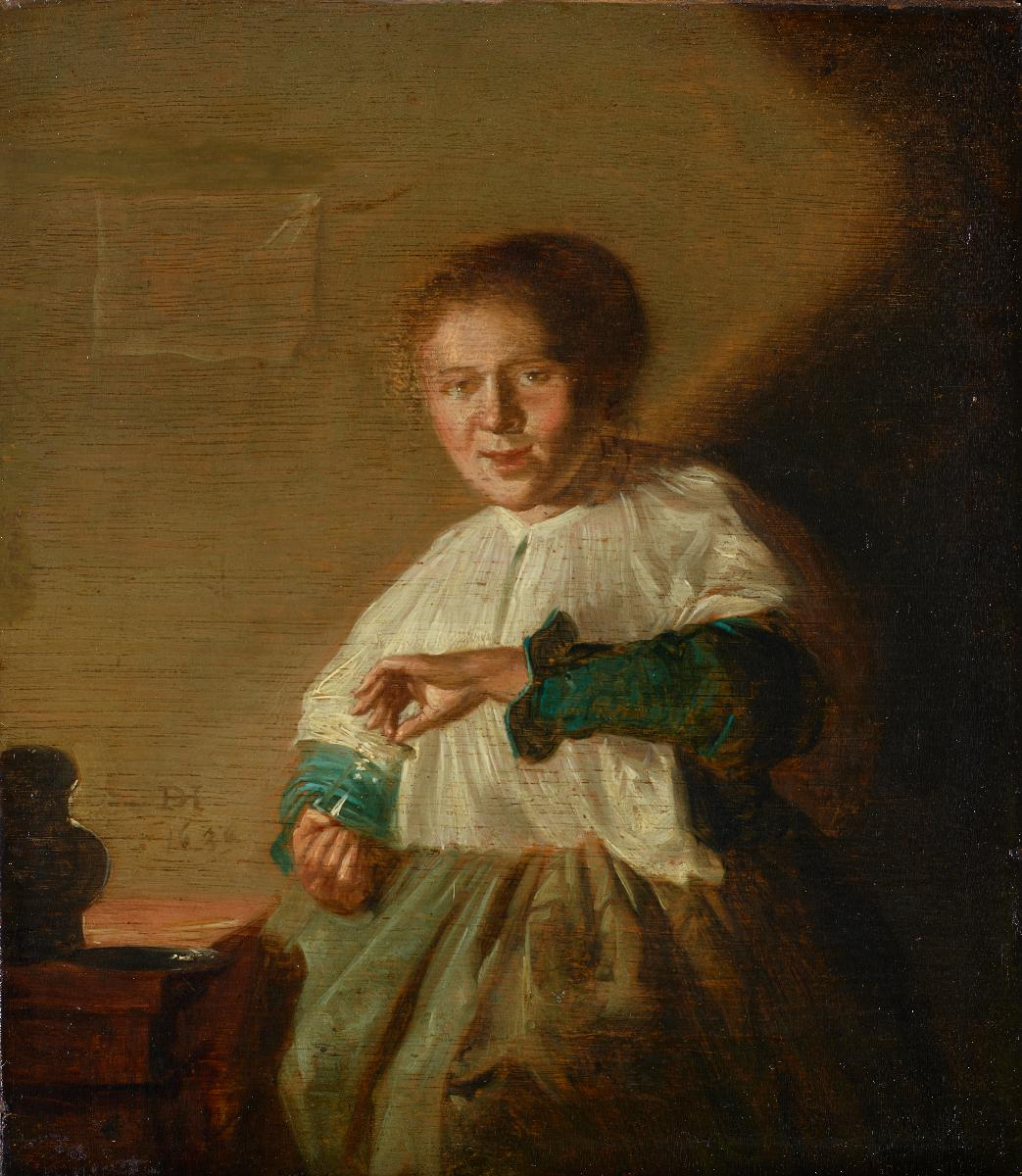
Die Nagelprobe, Ölgemälde von Dirck Hals (1636).

Eine Nagelprobe ist im wörtlichen Sinne eine Prüfung mit dem Fingernagel. Ursprünglich handelt es sich um ein Ritual, um zu prüfen, ob ein Trinkgefäß leergetrunken wurde. Meist wird der Begriff Nagelprobe heute in übertragener Bedeutung und in Redewendungen verwendet in Bezug auf eine wichtige oder entscheidende Prüfung, in der sich etwas oder jemand in einem kritischen Fall nun erweisen muss.

## Nagelprobe als Trinkritual
In der ältesten bekannten Bedeutung ist die Nagelprobe ein Trinkritual zur Prüfung eines leergetrunkenen Trinkgefäßes, indem man dieses mit der einen Hand so umdreht, dass eventuell verbliebener Inhalt auf den Daumennagel der anderen Hand rinnt: ist mehr enthalten, als auf dem Nagel Platz findet, so gilt das Gefäß als nicht hinreichend leergetrunken und die Probe als nicht bestanden. Als Prüfung des Trinkgefäßes mit dem begleitenden Spruch „So hatten es auch die Alten im Brauch“ ist das Wort Nagelprobe erstmals in der Hoftrinkordnung des Kurfürsten Christian II. von Sachsen belegt. Das Trinkritual ist oder war in vielen europäischen Ländern verbreitet und ist heute noch besonders im Brauchtum von Studentenverbindungen beim Wetttrinken bekannt, so als Prüfung zum Abschluss eines sogenannten „Bierjungen“.
Als latinisierende Lehnprägung auf Grundlage des deutschen Wortes ‚Nagel‘ entstand daraus die englische Redewendung “drinking super-nagulum” (englisch “drinking on the nail”, zu deutsch „Trinken auf den Nagel“) oder “drinking supernaculum”. Sie ist bereits gegen Ende des 16. Jahrhunderts bei Thomas Nashe belegt (Pierce Penniless, 1592), der die Herkunft aus Frankreich vermutet, und später bei Isaak D’Israeli beschrieben (Curiosities of Literature, 1791–1823), der hierfür stattdessen, wie für alle vulgären Trinksitten und für die in Verbindung damit eingeschleppten „barbarischen“ Sprachelemente, die Herkunft aus den nördlichen Ländern vermutet. Die im Lateinischen in der Redewendung ad unguem („bis zur Nagelprobe“) auch im 12. Jahrhundert belegte Nagelprobe ist bereits altskandinavisch bezeugt.

## Weitere Bedeutungen
Der Ausdruck Nagelprobe wurde in jüngerer Zeit auch auf andere Prüfverfahren mit Fingernägeln übertragen:
- Die Laufrichtung von Papier wird geprüft, indem man das Papier in beiden Richtungen zwischen den Fingernägeln von Daumen und Zeigefinger durchzieht. Die unterschiedlich starken Wellen an beiden zeigen die Laufrichtung: die glattere Kante liegt parallel zur Laufrichtung, der Hauptfaserrichtung.[5]
- Farbtrocknung: Mit dem Nagel wird über eine mit Druckfarben bedruckte Fläche gestrichen. Die Fläche einer „nagelhart“ getrockneten Farbe darf dadurch nicht beschädigt werden.[6]
- In der Medizin kann man mit Hilfe der Fingernagelprobe einen schnellen Eindruck über den Blutdruck bzw. die Mikrozirkulation des Patienten gewinnen. Nach dem Druck auf einen Fingernagel (bevorzugt Daumen) sollte sich dieser innerhalb von wenigen (ein bis zwei) Sekunden seine rosa Farbe wiedergewinnen, sich demnach wieder mit Blut füllen. Ist dies nicht der Fall, kann man dadurch auf einen erniedrigten Blutdruck bzw. eine Unterversorgung am betroffenen Glied feststellen.[7]
- Messerschleifer kontrollieren die Schärfe der Schneide, indem sie die Klinge schräg auf ihren (Daumen)nagel setzen. Wenn das Messer nicht abrutscht, weil es sich in den Nagel geschnitten hat, hat es die Nagelprobe bestanden. Um die Nägel der Schleifer zu schonen, wird die Klinge auch mit einem Metallring geprüft, auf den sie gedrückt wird. Kommt es zu einer Dellung der Schneide, ist die Nagelprobe auch bestanden.[8]

Unter Zimmerleuten bezeichnet Nagelprobe regional zudem den Brauch, einen Nagel gekonnt mit möglichst nur drei Schlägen einzuschlagen.